# Sionskerk (Heerlen)
De Sionskerk is een voormalig hervormd kerkgebouw, gelegen in het Heerlense stadsdeel Heerlerheide, aan Kampstraat 46.

## Geschiedenis
De hervormde gemeenschap van Heerlerheide kreeg in 1950 een predikant en in 1953 kwam de kerk gereed, waar 250 gelovigen in plaats konden nemen. Naast de kerkzaal was er een aanbouw met ruimtes voor diverse bestemmingen zoals vergaderingen en jeugdwerk.
Reeds in 1998 werd het gebouw door de hervormden verlaten. Uiteindelijk trad verval in, maar in 2001 werd het gebouw aangekocht door de gemeente Heerlen. Na een verbouwing is het sindsdien verhuurd aan een particuliere uitvaartorganisatie.

## Gebouw
Het betreft een witgeschilderde bakstenen zaalkerk onder zadeldak, zonder toren. Het gebouw oogt meer als een schoolgebouw dan als een kerk.